# Уорвик, Дайон
Дайон Уо́рвик (англ. Dionne Warwick; урождённая Уо́ррик (англ. Warrick); род. 12 декабря 1940, Ист-Ориндж, Нью-Джерси) — американская поп-певица 1960-х годов, первая исполнительница многих песен Берта Бакарака, лауреат пяти «Грэмми». В настоящее время живёт в Рио-де-Жанейро (у неё двойное гражданство США и Бразилии).

## Биография

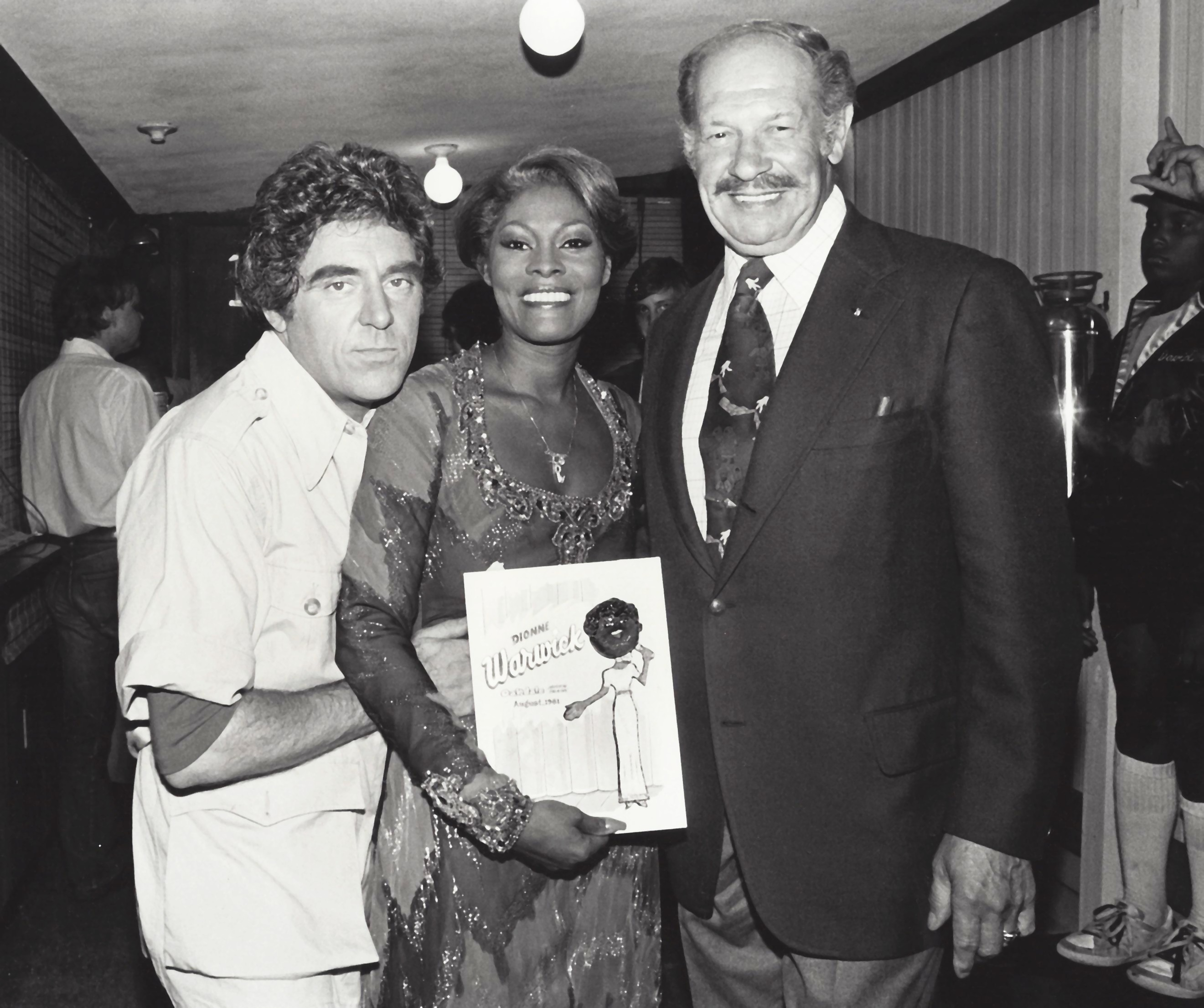

Родилась в штате Нью-Джерси. С шести лет Дайон пела госпел в составе семейной группы The Gospelaires, в которую также входили её сестра Ди Ди Уорвик (1942—2008) и тётя Сисси Хьюстон (1933—2024) — мать Уитни Хьюстон (1963—2012). При записи знаменитых песен Бена Кинга «Spanish Harlem» и «Stand by Me» семейное трио выступило в роли бэк-вокалисток.
Дайон также присутствовала на записи группой Бена Кинга The Drifters одной из песен композитора Бёрта Бакарака и поэта-песенника Хэла Дэвида. Бакарак попросил её исполнить песню соло и был настолько удовлетворён результатом, что с тех пор и до 1973 года, когда тандем Бакарак-Дэвид распался, премьерное исполнение большей части их новых песен доверяли именно Уорвик.
Песни Бакарака приносили Уорвик неизменный успех в чартах продаж (в Billboard Hot 100 отметились 56 её песен) и стабильный урожай статуэток «Грэмми». Её визитной карточкой стала песня «Walk On By», записанная в конце 1963 года и с тех пор ставшая одной из самых перепеваемых песен десятилетия. В 1967 году она первой записала знаменитую мелодию Бакарака «I Say a Little Prayer». В 1968 году большим хитом в США стала её версия бакараковской «I’ll Never Fall in Love Again».
Прекращение сотрудничества с Бакараком нанесло удар по карьере Уорвик, однако уже в 1974 году она впервые заняла верхнюю строчку Billboard Hot 100 с песней «Then Came You», записанной вместе с ритм-энд-блюзовым коллективом The Spinners. В эпоху диско (вторая половина 1970-х) Уорвик уходит в тень до 1979 года, когда шлягером стала песня «I’ll Never Love This Way Again», написанная Ричардом Керром (музыка) и Уильямом Дженнингом (слова), и спродюсированная для неё Барри Манилоу.
В 1982 году, на закате эпохи диско, Уорвик записывает танцевальный хит «Heartbreaker» с  Bee Gees. В 1984 году работает со Стиви Уандером на его альбоме-саундтреке The Woman In Red: записывает две песни дуэтом с ним и одну — сольно. В 1985 году Бёрт Бакарак предложил ей присоединиться к благотворительному проекту записи его песни «That’s What Friends Are For», в котором помимо неё приняли участие Стиви Уандер, Элтон Джон и Глэдис Найт. Эта запись стала её последним суперхитом и принесла в её копилку пятую «Грэмми».
В 1977 году она была членом жюри конкурса «Мисс Вселенная», победительницей которого впервые в истории стала чернокожая претендентка, Жанель Коммиссионг из Тринидада и Тобаго.
Любопытный факт: в 1990 Уорвик пригласил для записи песни корифей немецкой поп-музыки Дитер Болен, руководивший тогда группой Блю Систем. Вместе с Боленом она записала песню «It’s All Over». Сингл попал в немецкие поп-чарты и был включен в альбом Blue System Déjà Vu. Данный эпизод служит демонстрацией глубокого уважения, которое питал Дитер Болен к Дайон Уорвик, так как он не скрывал, что надеется благодаря этому сотрудничеству завоевать уважение критиков, прохладно воспринимающих его творчество, и пробиться в американские чарты.

## Написание фамилии
Уорвик дважды меняла буквы в своей фамилии — первый раз из-за опечатки на обложке пластинки, второй раз — в 1971 году по совету специалиста по нумерологии прибавила к своей фамилии лишнюю букву «е», но в 1975 году её удалила.